# أبرانتيس (محطة مترو أنفاق مدريد)
أبرانتيس (بالإسبانية: Abrantes)‏هي محطة مترو أنفاق في مدريد في إسبانيا، تقع على الخط رقم 11.
 